# 렌 바이어스
렌 바이어스(Len Bias, 본명: 레너드 케빈 바이어스, Leonard Kevin Bias, 1963년 11월 18일 ~ 1986년 6월 19일)는 미국 대학 농구 선수로 메릴랜드 테라핀스(Maryland Terrapins) 소속이었다. 메릴랜드에서 뛰는 마지막 4년 동안 컨센서스 1군 올아메리칸으로 선정되었다. 1986년 NBA 드래프트에서 전체 2순위로 보스턴 셀틱스에 지명된 지 이틀 만에 바이어스는 코카인 과다 복용으로 인한 심장 부정맥으로 사망했다. 2021년에 바이어스는 대학 농구 명예의 전당에 입성했다.